# 銀座の柳
銀座の柳（ぎんざのやなぎ）は、1932年（昭和7年）公開の五所平之助監督の松竹映画。また、四家文子の歌った同名の主題歌。

## キャスト

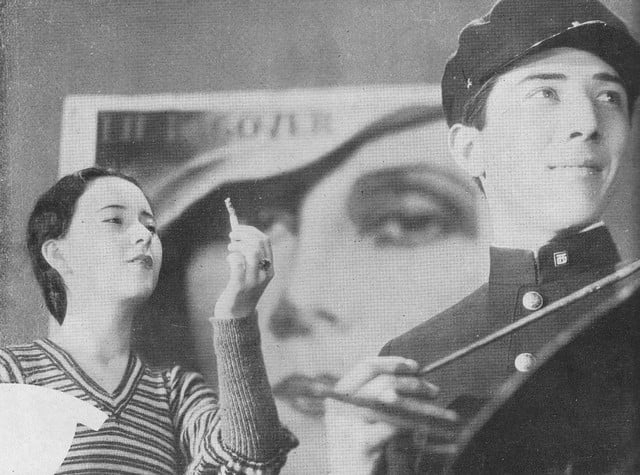
竹内良一（右）

- 田中絹代
- 竹内良一
- 筑波雪子
- 結城一朗
- 川田芳子
- 新井淳
- 小林十九二

## スタッフ
- 監督：五所平之助
- 原作：西條八十
- 脚本：伏見晁

## 主題歌
「銀座の柳」（歌：四家文子、作詞：西條八十、作曲：中山晋平）
1954年4月1日、銀座通連合会により東京都中央区銀座8丁目9番街区先に歌碑が建立された。